# Samuel Guthrie (homme politique)
Pour les articles homonymes, voir Samuel Guthrie et Guthrie.
Samuel Guthrie (1885-25 janvier 1960,) est un homme politique canadien de la Colombie-Britannique. Il est député provincial travailliste de la circonscription britanno-colombienne de Newcastle de 1920 à 1924, ainsi que député social-démocrate de Cowichan-Newcastle de 1937 à 1949.

## Biographie
Né dans le East Kilbride en Écosse, Guthrie travaille comme mineur dans les mines de charbon écossaises. S'installant sur à Nanaimo sur l'île de Vancouver en 1911, il travaille à nouveau dans les mines de charbon. Emprisonné à la suite d'une longue grève de deux ans, il devient agriculteur lors de sa libération.
Williams meurt sur sa ferme à North Oyster, près de Ladysmith, en janvier 1960.